# Val Ciamin
La Val Ciamin (in tedesco Tschamintal) è una valle dolomitica, che si estende dall'abitato di Bagni di Lavina Bianca, nel comune di Tires, fino al Passo Principe, che la collega con la Val di Vajolet. Si snoda tra i gruppi montani dello Sciliar e del Catinaccio, ed è percorsa dal rio Ciamin, tributario del rio Bria.
La valle è una frequentata meta di turismo estivo, compresa nel Parco naturale dello Sciliar-Catinaccio.